# Sant Mateu de Montnegre
L'Església de Sant Mateu de Montnegre és una església de Quart (Gironès) inclosa a l'Inventari del Patrimoni Arquitectònic de Catalunya.

## Descripció
Edifici senzill d'una sola nau amb volta de canó, dues capelles laterals i capçalera poligonal amb llunetes. A la dreta la porta de la sagristia té la data de 1703. Als peus hi ha el cor que data del 1895. El parament és emblanquinat i a l'altar major hi ha un retaule d'estil popular d'escàs interès artístic (1880). La pica baptismal porta la inscripció: BARTOMEU FECIT 1562. L'entrada actual és al mur de migdia per un portal dovellat. el campanar és de planta quadrada i molt estilitzat, amb obertures de mig punt als quatre costats i coberta piramidal.

## Història
Es troba documentada l'any 1362 al "Llibre Verd" del Capítol de Girona. L'edifici actual, però, data del segle xviii.